# Campeonato da Colômbia de Ciclismo em Pista
O Campeonato da Colômbia de Ciclismo em Pista (oficialmente: Campeonato Nacional de Pista Elite) é uma competição ciclistíca que se disputa na Colômbia para determinar os campeões das diferentes modalidades de ciclismo de pista. Disputa-se anualmente e é organizado pela Federação Colombiana de Ciclismo.

## Sedes
| Ano  | Cidade       | Velódromo                                 |
| 2009 | Barranquilla | Velódromo Rafael Vásquez                  |
| 2010 | Medellin     | Velódromo Martín Emilio Cochise Rodríguez |
| 2011 | Bogotá       | Velódromo Luis Carlos Galã                |
| 2012 | Cáli         | Velódromo Alcides Nieto Patiño            |
| 2013 | Medellín     | Velódromo Martín Emilio Cochise Rodríguez |
| 2014 | Medellín     | Velódromo Martín Emilio Cochise Rodríguez |
| 2015 | Cali         | Velódromo Alcides Nieto Patiño            |
| 2016 | Medellín     | Velódromo Martín Emilio Cochise Rodríguez |
| 2017 | Cali         | Velódromo Alcides Nieto Patiño            |
| 2018 | Cali         | Velódromo Alcides Nieto Patiño            |
| 2019 | Cali         | Velódromo Alcides Nieto Patiño            |

## Provas em pista masculinas
Nota: As banderas indicam a liga departamental que representaram os ciclistas, não o seu lugar de origem. Um ciclista pode ter obtido resultados representando a diferentes ligas através dos anos.

### Quilómetro contrarrelógio
| Edição | Ouro             | Prata                | Bronze            |
| ------ | ---------------- | -------------------- | ----------------- |
| 2010   | Fabián Puerta    | Anderson Parra       | Leonardo Narváez  |
| 2011   | Fabián Puerta    | Anderson Parra       | Manuel Tunjano    |
| 2012   | Fabián Puerta    | Anderson Parra       | Andrés Torres     |
| 2013   | Fabián Puerta    | Santiago Ramírez     | Anderson Parra    |
| 2014   | Fabián Puerta    | Juan David Gutiérrez | Santiago Ramírez  |
| 2015   | Anderson Parra   | Juan David Gutiérrez | Diego Andrés Peña |
| 2016   | Santiago Ramírez | Anderson Parra       | Diego Andrés Peña |
| 2017   | Fabián Puerta    | Santiago Ramírez     | Anderson Parra    |
| 2018   | Kevin Quintero   | Rubén Murillo        | Anderson Parra    |
| 2019   | Santiago Ramírez | Kevin Quintero       | Rubén Murillo     |

### Keirin
| Edição | Ouro              | Prata                | Bronze               |
| ------ | ----------------- | -------------------- | -------------------- |
| 2010   | Fabián Puerta     | Jonathan Marín       | Leonardo Narváez     |
| 2011   | Fabián Puerta     | Cristian Tamayo      | Samir Cambindo       |
| 2012   | Fabián Puerta     | Leonardo Narváez     | Samir Cambindo       |
| 2013   | Fabián Puerta     | Santiago Ramírez     | Jonathan Marín       |
| 2014   | Fabián Puerta     | Anderson Parra       | Santiago Ramírez     |
| 2015   | Diego Andrés Peña | Anderson Parra       | Juan David Gutiérrez |
| 2016   | Santiago Ramírez  | Diego Andrés Peña    | Anderson Parra       |
| 2017   | Santiago Ramírez  | Juan David Gutiérrez | Kevin Quintero       |
| 2018   | Fabián Porta      | Rubén Murillo        | Diego Peña           |
| 2019   | Kevin Quintero    | Santiago Ramírez     | Cristian Tamayo      |

### Velocidade individual
| Edição | Ouro             | Prata                | Bronze           |
| ------ | ---------------- | -------------------- | ---------------- |
| 2010   | Fabián Puerta    | Jonathan Marín       | Leonardo Narváez |
| 2011   | Fabián Puerta    | Cristian Tamayo      | Jonathan Marín   |
| 2012   | Leonardo Narváez | Fabián Puerta        | Anderson Parra   |
| 2013   | Fabián Puerta    | Anderson Parra       | Rubén Murillo    |
| 2014   | Fabián Puerta    | Anderson Parra       | Santiago Ramírez |
| 2015   | Fabián Puerta    | Juan David Gutiérrez | Anderson Parra   |
| 2016   | Santiago Ramírez | Diego Andres Peña    | Anderson Parra   |
| 2017   | Santiago Ramírez | Fabián Puerta        | Anderson Parra   |
| 2018   | Kevin Quintero   | Anderson Parra       | Rubén Murillo    |
| 2019   | Kevin Quintero   | Santiago Ramírez     | Rubén Murillo    |

### Velocidade por equipas
| Edição | Ouro                                                              | Prata                                                                   | Bronze                                                                |
| ------ | ----------------------------------------------------------------- | ----------------------------------------------------------------------- | --------------------------------------------------------------------- |
| 2010   | Antioquia · Rubén Murillo · Fabián Puerta · Jonathan Marín        | Boyacá · Carlos Monroy · Anderson Parra · Alexander Colmenares          | Bogotá · Leonardo Narváez · Diego Gutiérrez · Manuel Tunjano          |
| 2011   | Antioquia · Cristian Tamayo · Jonathan Marín · Rubén Murillo      | Bogotá · Leonardo Narváez · Manuel Tunjano · Diego Gutiérrez            | Boyacá · Anderson Parra · Carlos Monroy · Wilmar Colmenares           |
| 2012   | Antioquia · Fabián Puerta · Jonathan Marín · Rubén Murillo        | Bogotá · Diego Gutiérrez · Leonardo Narváez · Julián Suárez             | Boyacá · Anderson Parra · Wilman Colmenares · Carlos Monroy           |
| 2013   | Antioquia · Fabián Puerta · Santiago Ramírez · Rubén Murillo      | Bogotá · Leonardo Narváez · Julián Suárez · Diego Andrés Peña           | Boyacá · Anderson Parra · Alexander Colmenares · Carlos Julio Monroy  |
| 2014   | Bogotá · Leonardo Narváez · Diego Andrés Peña · Julián Suárez     | Boyacá · Anderson Parra · Alexander Colmenares · Luis Fernando Blanco   | Atlántico · John Castillo · Kevin Redondo · Jonathan Marín            |
| 2015   | Bogotá · Julián Suárez · Diego Andrés Peña · Juan David Gutiérrez | Antioquia · Fabián Puerta · Rubén Murillo · Santiago Ramírez            | Boyacá · Anderson Parra · Alexander Colmenares · Luis Fernando Blanco |
| 2016   | Antioquia · Juan David Ochoa · Rubén Murillo · Santiago Ramírez   | Boyacá · Anderson Parra · Diego Andrés Peña · Hector Alfonso Gutierrez  | Valle del Cauca · Samir Cambindo · Cristian Tamayo · Kevin Quintero   |
| 2017   | Antioquia · Santiago Ramírez · Fabián Puerta · Rubén Murillo      | Valle del Cauca · Walter González · Jhonnier Hernández · Kevin Quintero | Boyacá · Anderson Parra · Alexander Colmenares · Wilmer Ulloa         |
| 2018   | Boyacá · Anderson Parra · Diego Peña · Alexander Colmenares       | Valle del Cauca · Kevin Quintero · Samir Cambindo · Jhonnier Hernández  | Antioquia · Fabián Porta · Rubén Murillo · Juan David Ochoa           |
| 2019   | Antioquia · Rubén Murillo · Santiago Ramírez · Vincent Pelluard   | Valle del Cauca · Kevin Quintero · Samir Cambindo · Cristian Tamayo     | Bogotá · Duván Delgado · Juan Sebastián Peña · Juan David Gutiérrez   |

### Perseguição individual
| Edição    | Ouro                | Prata               | Bronze              |
| --------- | ------------------- | ------------------- | ------------------- |
| 2010      | Prova não realizada | Prova não realizada | Prova não realizada |
| 2011      | Juan Esteban Arango | Iván Mauricio Casas | Bryan Ramírez       |
| 2012      | Prova não realizada | Prova não realizada | Prova não realizada |
| 2013      | Jonathan Restrepo   | Juan David Vargas   | Edgar Fonseca       |
| 2014      | Jonathan Restrepo   | Arles Castro        | Sebastián Castro    |
| 2015-2016 | Prova não realizada | Prova não realizada | Prova não realizada |
| 2017      | Eduardo Estrada     | Brayan Sánchez      | Diego Ochoa         |
| 2018      | Brayan Sánchez      | Juan Esteban Arango | Eduardo Estrada     |
| 2019      | Brayan Sánchez      | Félix Barón         | José Serpa          |

### Perseguição por equipas
| Edição | Ouro                                                                                   | Prata                                                                                                   | Bronze                                                                                     |
| ------ | -------------------------------------------------------------------------------------- | --- | ------------------------------------------------------------------------------------------ |
| 2010   | Antioquia · Arles Castro · Jaime Suaza · Weimar Roldán · Juan Esteban Arango           | Bogotá · Edwin Ávila · Camilo Suárez · Armando Cárdenas · Jarlinson Pantano                             | Cundinamarca · Pedro Nelson Torres · Daniel Balsero · José Romero · Camilo Torres          |
| 2011   | Antioquia · Arles Castro · Carlos Urán · Weimar Roldán · Juan Esteban Arango           | Bogotá · Brayan Ramírez · Camilo Suárez · Dubán Agudelo · Jarlinson Pantano                             | Cundinamarca · Walter Pedraza · Nelson Castillo · Daniel Balsero · Wilson Marentes         |
| 2012   | Antioquia · Juan Esteban Arango · Andrés Torres · Weimar Roldán · Kevin Ríos           | Meta · Antonio Alarcón · Cristian Gutiérrez · Omar Mendoza · Duván Arévalo                              | Valle del Cauca · Cristian Naranjo · Juan Martín Mesa · Jhon Freddy García · Andrés Alzate |
| 2013   | Antioquia · Weimar Roldán · Arles Castro · Kevin Ríos · Jonathan Restrepo              | Boyacá · Juan Sebastián Molano · Yeison Chaparro · Camilo Ulloa · Wilmer Ulloa                          | Bogotá · Camilo Suárez · Juan David Vargas · Félix Barón · Jordan Parra                    |
| 2014   | Antioquia · Brayan Sánchez · Arles Castro · Jonathan Restrepo · Kevin Ríos             | Bogotá · Jordan Parra · Pedro Nelson Torres · Camilo Suárez · Carlos Urán                               | Valle del Cauca · Jarlinson Pantano · Juan Martín Mesa · Cristian Tamayo · Dalivier Ospina |
| 2015   | Antioquia · Arles Castro · Brayan Sánchez · Kevin Ríos · Jairo Cano Salas              | Bogotá · Pedro Nelson Torres · Camilo Pedroza · Carlos Ospina · Carlos Urán                             | Meta · Fernando Orjuela · Omar Mendoza · Antonio José Alarcón · Duván Arévalo              |
| 2016   | Valle del Cauca · Jarlinson Pantano · Dalivier Ospina · Juan Martín Mesa · Bryan Gómez | Boyacá · Yeison Chaparro · Javier Gómez · Diego Ochoa · Wilmer Ulloa                                    | Antioquia · Brayan Sánchez · Jonathan Ospina · Carlos Tobón · Edwar Stiber Ortiz           |
| 2017   | Antioquia · Juan Esteban Arango · Weimar Roldán · Brayan Sánchez · Arles Castro        | Bogotá · Edwin Ávila · Carlos Urán · Jordán Parra · Wilmar Molina                                       | Boyacá · Javier Gómez · Julián Molano · Diego Ochoa · Wilmer Ulloa                         |
| 2018   | Antioquia · Marvin Angarita · Carlos Tobón · Brayan Sánchez · Juan Esteban Arango      | Boyacá · Javier Gómez · Miguel Flórez · Yeison Chaparro · Diego Ochoa                                   | Bogotá · Jordan Parra · Carlos Urán · Juan Esteban Guerreiro · Wilmar Molina               |
| 2019   | Antioquia · Marvin Angarita · Carlos Tobón · Brayan Sánchez · Juan Esteban Arango      | Valle del Cauca · Carlos Eduardo Alzate · Javier Steven González · Dalivier Ospina · Sebastián González | Bolívar · Félix Barón · Nicolás García Álvarez · José Serpa · Eduardo Yepez                |

### Corrida por pontos
| Edição | Ouro                | Prata              | Bronze                 |
| ------ | ------------------- | ------------------ | ---------------------- |
| 2010   | Carlos Ospina       | Weimar Roldán      | Walter Pedraza         |
| 2011   | Arlex Castro        | Camilo Suarez      | Miguel Diaz            |
| 2012   | Juan Esteban Arango | Weimar Roldán      | Iván Mauricio Casas    |
| 2013   | Edgar Fonseca       | Weimar Roldán      | Fernando Orjuela       |
| 2014   | Edgar Fonseca       | Yeison Chaparro    | Jarlinson Pantano      |
| 2015   | Pedro Nelson Torres | Javier Gómez       | Cristian Camilo Talero |
| 2016   | Yeison Chaparro     | Jarlinson Pantano  | Félix Barón            |
| 2017   | Diego Ochoa         | Andrés Miguel Díaz | Eduardo Estrada        |
| 2018   | Eduardo Estrada     | Yeison Chaparro    | Walter Pedraza         |
| 2019   | Weimar Roldán       | Dalivier Ospina    | Pedro Torres           |

### Scratch
| Edição | Ouro                | Prata                  | Bronze               |
| ------ | ------------------- | ---------------------- | -------------------- |
| 2010   | Juan Pablo Valencia | Carlos Alzate          | Miguel Ángel Rubiano |
| 2011   | Camilo Suárez       | Andrés Miguel Díaz     | Weimar Roldán        |
| 2012   | José Jaimes         | Wilmer Ulloa           | Juan Esteban Arango  |
| 2013   | Jonathan Marín      | Weimar Roldán          | Duván Arévalo        |
| 2014   | Arles Castro        | Duván Arévalo          | Andrés Miguel Díaz   |
| 2015   | Sergio Argüello     | Arles Castro           | Dubán Agudelo        |
| 2016   | Carlos Andrés Tobón | Eduardo Estrada        | Jordán Parra         |
| 2017   | Jordán Parra        | Nelson Soto Martínez   | Wilmer Ulloa         |
| 2018   | Cristian Tamayo     | Javier Gómez           | Jordan Parra         |
| 2019   | Félix Barón         | Miguel Ángel Sarmiento | Wílmar Molina        |

### Madison ou Americana
| Edição | Ouro                                             | Prata                                                 | Bronze                                                        |
| ------ | ------------------------------------------------ | ----------------------------------------------------- | ------------------------------------------------------------- |
| 2010   | Antioquia · N/D                                  | Cundinamarca · N/D                                    | Bogotá · N/D                                                  |
| 2011   | Antioquia · N/D                                  | Boyacá · N/D                                          | Bogotá · N/D                                                  |
| 2012   | Antioquia · Juan Esteban Arango · Weimar Roldán  | Valle del Cauca · Andrés Alzate · Juan Martín Mesa    | Boyacá · Jeisson Ulloa · Edgar Fonseca                        |
| 2013   | Bogotá · Camilo Suarez · Jordán Parra            | Antioquia · Weimar Roldán · Juan Esteban Arango       | Boyacá · Yeison Chaparro · Édgar Fonseca                      |
| 2014   | Antioquia · Kevin Ríos · Jonathan Restrepo       | Boyacá · Yeison Chaparro · Édgar Fonseca              | Bogotá · Jordán Parra · Pedro Nelson Torres                   |
| 2015   | Bogotá · Pedro Nelson Torres · Jordán Parra      | Cundinamarca · Steven Manuel Cuesta · Wilson Marentes | [[Risaralda\|]] · Miguel Angel Sosa · Juan Esteban Berrio     |
| 2016   | Bogotá · Edwin Ávila · Carlos Ospina             | Antioquia · Weimar Roldán · Edwar Stiber Ortiz        | Valle del Cauca · Mario Alejandro Paz · Carlos Andrés Camargo |
| 2017   | Bogotá · Edwin Ávila · Jordán Parra              | Valle del Cauca · Carlos Alzate · Brayan Gómez        | Antioquia · Juan Esteban Arango · Weimar Roldán               |
| 2018   | Antioquia · Juan Esteban Arango · Brayan Sánchez | Bogotá · Jordan Parra · Edwin Ávila                   | Valle del Cauca · Dalivier Ospina · Bryan Gómez               |
| 2019   | Antioquia · Juan Esteban Arango · Weimar Roldán  | Bogotá · Pedro Torres · Carlos Urán                   | Caldas (departamento) · Walter Pedraza · Alejandro Ruiz       |

### Ómnium
| Edição | Ouro                  | Prata            | Bronze                |
| ------ | --------------------- | ---------------- | --------------------- |
| 2010   | Juan Esteban Arango   | Carlos Urán      | Wilson Marentes       |
| 2011   | Juan Esteban Arango   | Carlos Urán      | Jonathan Jiménez      |
| 2012   | Juan Esteban Arango   | José Jaimes      | Jhon Freddy García    |
| 2013   | Juan Esteban Arango   | Fernando Gaviria | Juan Sebastián Molano |
| 2014   | Juan Sebastián Molano | Kevin Ríos       | Juan Martín Mesa      |
| 2015   | Kevin Ríos            | Carlos Urán      | Juan Martín Mesa      |
| 2016   | Marvin Angarita       | Jonathan Ospina  | Juan Martín Mesa      |
| 2017   | Carlos Urán           | Juan Martín Mesa | Javier Gómez          |
| 2018   | William Muñoz         | Nicolas García   | Jordan Parra          |
| 2019   | Juan Esteban Arango   | Walter Pedraza   | Carlos Eduardo Alzate |

## Provas em pista femininas
Nota: As banderas indicam a liga departamental que representaram as ciclistas, não o seu lugar de origem. Uma ciclista pode ter obtido resultados representando a diferentes ligas através dos anos.

### 500 metros contrarrelógio
| Edição | Ouro                | Prata               | Bronze               |
| ------ | ------------------- | ------------------- | -------------------- |
| 2010   | Diana García Orrego | Juliana Gaviria     | Milena Salcedo       |
| 2011   | Juliana Gaviria     | Diana García Orrego | Milena Salcedo       |
| 2012   | Juliana Gaviria     | Paula Ossa          | Milena Salcedo       |
| 2013   | Juliana Gaviria     | Diana García Orrego | Martha Bayona        |
| 2014   | Juliana Gaviria     | Diana García Orrego | Martha Bayona        |
| 2015   | Juliana Gaviria     | Sol Angie Roa       | Marta Catalina Ojeda |
| 2016   | Martha Bayona       | Juliana Gaviria     | Sol Angie Roa        |
| 2017   | Martha Bayona       | Diana García Orrego | Camila Guerrero      |
| 2018   | Martha Bayona       | Diana García Orrego | Juliana Gaviria      |
| 2019   | Martha Bayona       | Diana García Orrego | Camila Guerreiro     |

### Keirin
| Edição | Ouro                | Prata               | Bronze               |
| ------ | ------------------- | ------------------- | -------------------- |
| 2010   | Diana García Orrego | Milena Salcedo      | Maritza Ceballos     |
| 2011   | Diana García Orrego | Milena Salcedo      | Vanessa Botero       |
| 2012   | Juliana Gaviria     | Milena Salcedo      | Vanessa Botero       |
| 2013   | Juliana Gaviria     | Diana García Orrego | Marta Catalina Ojeda |
| 2014   | Diana García Orrego | Juliana Gaviria     | Sol Angie Roa        |
| 2015   | Diana García Orrego | Sol Angie Roa       | Martha Bayona        |
| 2016   | Martha Bayona       | Juliana Gaviria     | Luisa Fernanda Parra |
| 2017   | Martha Bayona       | Sol Angie Roa       | Diana García Orrego  |
| 2018   | Martha Bayona       | Diana García Orrego | Juliana Gaviria      |
| 2019   | Martha Bayona       | Camila Guerreiro    | Diana García Orrego  |

### Velocidade individual
| Edição | Ouro                | Prata               | Bronze              |
| ------ | ------------------- | ------------------- | ------------------- |
| 2010   | Diana García Orrego |                     |                     |
| 2011   | Diana García Orrego | Juliana Gaviria     | Milena Salcedo      |
| 2012   | Juliana Gaviria     | Paula Ossa          | Vanessa Botero      |
| 2013   | Diana García Orrego | Juliana Gaviria     | Martha Bayona       |
| 2014   | Juliana Gaviria     | Diana García Orrego | Sol Angie Roa       |
| 2015   | Juliana Gaviria     | Sol Angie Roa       | Diana García Orrego |
| 2016   | Martha Bayona       | Juliana Gaviria     | Sol Angie Roa       |
| 2017   | Martha Bayona       | Diana García Orrego | Sol Angie Roa       |
| 2018   | Martha Bayona       | Diana García Orrego | Marta Ojeda         |
| 2019   | Martha Bayona       | Diana García Orrego | Juliana Gaviria     |

### Velocidade por equipas
| Edição | Ouro                                          | Prata                                                 | Bronze                                           |
| ------ | --------------------------------------------- | ----------------------------------------------------- | ------------------------------------------------ |
| 2010   | Antioquia Diana García Orrego Juliana Gaviria | Bogotá Milena Salcedo Yesenia Narvaez                 | Cundinamarca Martha Alvarado Denisse Velásquez   |
| 2011   | Antioquia Diana García Orrego Juliana Gaviria | Bogotá Milena Salcedo Paula Ossa                      | Cundinamarca Denisse Velásquez Claudia Castaño   |
| 2012   | Bogotá Paula Ossa Milena Salcedo              | Antioquia Juliana Gaviria Maritza Ceballos            | Cundinamarca Denisse Velásquez Claudia Castaño   |
| 2013   | Antioquia Juliana Gaviria Diana García Orrego | Atlántico Marta Catalina Ojeda Chesly Tatiana Caicedo | Valle del Cauca Vanessa Botero Valentina Gómez   |
| 2014   | Antioquia Juliana Gaviria Diana García Orrego | Atlántico Marta Catalina Ojeda Chesly Tatiana Caicedo | Bogotá Sol Angie Roa Luisa Parra                 |
| 2015   | Antioquia Diana García Orrego Juliana Gaviria | Atlántico Marta Catalina Ojeda Chesly Tatiana Caicedo | Bogotá Luisa Parra Sol Angie Roa                 |
| 2016   | Antioquia Juliana Gaviria Martha Bayona       | Boyacá Sol Angie Roa Marta Ojeda                      | Bogotá Diana García Orrego Camila Guerrero       |
| 2017   | Bogotá Camila Guerrero Diana García Orrego    | Antioquia Maria Fernanda Paz Martha Bayona            | Valle del Cauca Valentina Gómez Valentina Ocampo |
| 2018   | Jessica Parra                                 | Sérika Gulumá                                         | Lina Hernández                                   |
| 2019   | Lina Hernández                                | Jessica Parra                                         | Camila Valbuena                                  |

### Perseguição individual
| Edição    | Ouro                                                                           | Prata                                                                                 | Bronze                                                                        |
| --------- | ------------------------------------------------------------------------------ | ------------------------------------------------------------------------------------- | ----------------------------------------------------------------------------- |
| 2010      | Prova não realizada                                                            | Prova não realizada                                                                   | Prova não realizada                                                           |
| 2011      | María Luisa Calle                                                              | Ana Rocío Bernal                                                                      | Lorena Vargas                                                                 |
| 2012      | Prova não realizada                                                            | Prova não realizada                                                                   | Prova não realizada                                                           |
| 2013      | Jessica Parra                                                                  | María Luisa Calle                                                                     | Andreina Rivera                                                               |
| 2014      | María Luisa Calle                                                              | Andreina Rivera                                                                       | Lorena Vargas                                                                 |
| 2015-2016 | Prova não realizada                                                            | Prova não realizada                                                                   | Prova não realizada                                                           |
| 2017      | Camila Valbuena                                                                | Jessica Parra                                                                         | Lorena Vargas                                                                 |
| 2018      | Bogotá · Lina Mábel Vermelhas · Tatiana Donas · Jessica Parra · Milena Salcedo | Antioquia · Lina Hernández · Daniela Atehortúa · Estefanía Herrera · Jessenia Meneses | Boyacá · Angie Sanabria · Lorena Colmenares · Jessica Hurtado · Sérika Gulumá |
| 2019      | Prova não realizada                                                            | Prova não realizada                                                                   | Prova não realizada                                                           |

### Perseguição por equipas
| Edição | Ouro                                                                           | Prata                                                                                 | Bronze                                                                        |
| ------ | ------------------------------------------------------------------------------ | ------------------------------------------------------------------------------------- | ----------------------------------------------------------------------------- |
| 2010   | Laura Lozano                                                                   | Luz Adriana Tovar                                                                     | Lorena Colmenares                                                             |
| 2011   | Lorena Colmenares                                                              | Mónica Méndez                                                                         | Luz Adriana Tovar                                                             |
| 2012   | María Luisa Calle                                                              | Laura Lozano                                                                          | Lorena Vargas                                                                 |
| 2013   | Liliana Moreno                                                                 | Jessica Parra                                                                         | Lina Dueñas                                                                   |
| 2014   | María Luisa Calle                                                              | Lorena Colmenares                                                                     | Sérika Gulumá                                                                 |
| 2015   | Sérika Gulumá                                                                  | Lorena Vargas                                                                         | Ana Cristina Sanabria                                                         |
| 2016   | Lorena Colmenares                                                              | Jessica Parra                                                                         | Carolina Upegui                                                               |
| 2017   | Lorena Colmenares                                                              | Laura Camila Lozano                                                                   | Marynes Prada                                                                 |
| 2018   | Bogotá · Lina Mábel Vermelhas · Tatiana Donas · Jessica Parra · Milena Salcedo | Antioquia · Lina Hernández · Daniela Atehortúa · Estefanía Herrera · Jessenia Meneses | Boyacá · Angie Sanabria · Lorena Colmenares · Jessica Hurtado · Sérika Gulumá |
| 2019   | Prova não realizada                                                            | Prova não realizada                                                                   | Prova não realizada                                                           |

### Corrida por pontos
| Edição | Ouro              | Prata               | Bronze                |
| ------ | ----------------- | ------------------- | --------------------- |
| 2010   | Laura Lozano      | Luz Adriana Tovar   | Lorena Colmenares     |
| 2011   | Lorena Colmenares | Mónica Méndez       | Luz Adriana Tovar     |
| 2012   | María Luisa Calle | Laura Lozano        | Lorena Vargas         |
| 2013   | Liliana Moreno    | Jessica Parra       | Lina Dueñas           |
| 2014   | María Luisa Calle | Lorena Colmenares   | Sérika Gulumá         |
| 2015   | Sérika Gulumá     | Lorena Vargas       | Ana Cristina Sanabria |
| 2016   | Lorena Colmenares | Jessica Parra       | Carolina Upegui       |
| 2017   | Lorena Colmenares | Laura Camila Lozano | Marynes Prada         |
| 2018   | Lorena Colmenares | Sérika Gulumá       | Luisa Laranjeira      |
| 2019   | Lina Hernández    | Lorena Colmenares   | Laura Castillo        |

### Scratch
| Edição | Ouro              | Prata             | Bronze               |
| ------ | ----------------- | ----------------- | -------------------- |
| 2010   | Lorena Colmenares | Sérika Gulumá     | Mónica Méndez        |
| 2011   | Milena Salcedo    | Viviana Velásquez | Lorena Colmenares    |
| 2012   | Milena Salcedo    | María Luisa Calle | Maritza Ceballos     |
| 2013   | Milena Salcedo    | Jessica Parra     | Maritza Ceballos     |
| 2014   | Jessica Parra     | Angie Guzmán      | Valentina Paniagua   |
| 2015   | Milena Salcedo    | Sérika Gulumá     | Lorena Vargas        |
| 2016   | Carolina Upegui   | Angie Guzmán      | Milena Salcedo       |
| 2017   | Marynes Prada     | Milena Salcedo    | Maria Fernanda Paz   |
| 2018   | Marynés Prada     | Milena Salcedo    | Lorena Colmenares    |
| 2019   | Marynés Prada     | Katherin Montoya  | Lina Mábel Vermelhas |

### Madison ou Americana
| Edição    | Ouro                                          | Prata                                           | Bronze                                                       |
| --------- | --------------------------------------------- | ----------------------------------------------- | ------------------------------------------------------------ |
| 2010-2016 | Prova não realizada                           | Prova não realizada                             | Prova não realizada                                          |
| 2017      | Bogotá · Milena Salcedo · Jessica Parra       | Boyacá · Sérika Gulumá · Lorena Colmenares      | Antioquia · Jessenia Meneses · Maria Fernanda Paz            |
| 2018      | Bogotá · Jessica Parra · Milena Salcedo       | Valle del Cauca · Marynés Prada · Lorena Vargas | Antioquia · Lina Hernández · Daniela Atehortúa               |
| 2019      | Bogotá · Jessica Parra · Lina Mábel Vermelhas | Antioquia · Lina Hernández · Estefanía Herrera  | [[Risaralda\|]] · María Fernanda Vermelhas · Manuela Cardona |

### Ómnium
| Edição | Ouro                 | Prata                | Bronze                |
| ------ | -------------------- | -------------------- | --------------------- |
| 2010   | Lorena Colmenares    | Viviana Velásquez    | Sérika Gulumá         |
| 2011   | Lorena Colmenares    | Laura Lozano         | Lorena Vargas         |
| 2012   | Milena Salcedo       | Andreina Rivera      | Sérika Gulumá         |
| 2013   | Milena Salcedo       | Andreina Rivera      | Maritza Ceballos      |
| 2014   | Milena Salcedo       | Lorena Colmenares    | Ana Milena Fagua      |
| 2015   | Milena Salcedo       | Lorena Colmenares    | Lorena Vargas         |
| 2016   | Lorena Colmenares    | Angie Guzmán         | Ana Cristina Sanabria |
| 2017   | Yesi Tatiana Dueñas  | Kimberly Escobar     | Lorena Colmenares     |
| 2018   | Lina Mábel Vermelhas | Carolina Upegui      | Tatiana Donas         |
| 2019   | Lina Hernández       | Lina Mábel Vermelhas | Kimberly Escobar      |